# Liste der Nintendo-Switch-Spiele/A
| Titel                                                               | Entwickler                  | Herausgeber                             | Genre                                      | Handel | Veröffentlichung D/A/CH                  |
| ------------------------------------------------------------------- | --------------------------- | --------------------------------------- | ------------------------------------------ | ------ | ---------------------------------------- |
| A Case of Distrust                                                  | The Wandering Ben           | Serenity Forge                          | Adventure, Puzzle                          | Nein   | 20. Sep. 2018                            |
| A Ch’ti Bundle                                                      | Seaven Studio               | Seaven Studio                           | Jump ’n’ Run, Rhythmusspiel                | Nein   | 10. Jan. 2019                            |
| A Dark Room (nicht mehr erhältlich)                                 | Doublespeak Games           | Circle Entertainment                    | Adventure, Rollenspiel                     | Nein   | 12. Apr. 2019                            |
| A Duel Hand Disaster: Trackher                                      | Ask An Enemy Studios        | Ask An Enemy Studios                    | Shoot ’em up                               | Nein   | 3. Sep. 2019                             |
| A Fold Apart                                                        | Lightning Rod Games         | Lightning Rod Games                     | Puzzle                                     | Nein   | 17. Apr. 2020                            |
| A Gummy’s Life                                                      | EP Games                    | EP Games                                | Action                                     | Nein   | 25. Sep. 2018                            |
| A Hat in Time                                                       | Gears for Breakfast         | Humble Bundle                           | Jump ’n’ Run                               | Ja     | 18. Okt. 2019 Retail: 8. November 2019   |
| A Hole New World                                                    | Mad Gear Games              | Dolores Entertainment                   | Jump ’n’ Run                               | Nein   | 1. März 2018                             |
| A Knight’s Quest                                                    | Sky 9 Games                 | Curve Digital                           | Rollenspiel, Adventure                     | Nein   | 10. Okt. 2019                            |
| A Magical High-School Girl                                          | illuCallab                  | Sekai Games                             | Rogue-like, Rollenspiel                    | Nein   | 7. Juni 2018                             |
| A Normal Lost Phone                                                 | Accidental Queens           | Plug In Digital                         | Puzzle                                     | Nein   | 1. März 2018                             |
| A Robot Named Fight                                                 | Matt Bitner Games           | Hitcents                                | Action-Adventure                           | Nein   | 26. Apr. 2018                            |
| A Sound Plan                                                        | Studio Kumiho               | Studio Kumiho                           | Action, Sportsimulation                    | Nein   | 20. Feb. 2020                            |
| A Street Cat’s Tale                                                 | Feemodev                    | CFK                                     | Adventure                                  | Nein   | 12. März 2020                            |
| A Winter’s Daydream                                                 | ebi-hime                    | Evgeniy Kolpakov                        | Adventure                                  | Nein   | 8. Okt. 2019                             |
| Aaero: Complete Edition                                             | S2 Entertainment            | S2 Entertainment                        | Rhythmusspiel                              | Nein   | 24. Dez. 2018                            |
| Aborigenus                                                          | Flying Islands Team         | Drageus Games                           | Adventure, Jump ’n’ Run                    | Nein   | 10. Jan. 2020                            |
| Abyss                                                               | EnjoyUp Games               | EnjoyUp Games                           | Adventure                                  | Nein   | 25. Dez. 2018                            |
| Abzû                                                                | Giant Squid Studios         | 505 Games                               | Adventure, Simulation                      | Nein   | 29. Nov. 2018                            |
| Access Denied                                                       | Stately Snail               | Ratalaika Games                         | Puzzle                                     | Nein   | 8. Feb. 2019                             |
| Ace Attorney Investigations Collection                              | Capcom                      | Capcom                                  | Adventure Visual Novel                     | Nein   | 6. Sep. 2024                             |
| Ace of Seafood                                                      | Nussoft                     | Nussoft                                 | Shoot ’em up                               | Nein   | 22. Feb. 2018                            |
| Aces of the Luftwaffe: Squadron                                     | HandyGames                  | HandyGames Retail: THQ Nordic           | Shoot ’em up                               | Ja     | 17. Nov. 2017 Retail: 26. Februar 2019   |
| Acht-Minuten Imperium: Gesamtausgabe                                | Red Raven Games             | Acram Digital                           | Brettspiel                                 | Nein   | 28. Aug. 2019                            |
| Achtung! Cthulhu Tactics                                            | Auroch Digital              | Ripstone Publishing                     | Strategie-Rollenspiel                      | Nein   | 24. Jan. 2019                            |
| Acorn Tactics                                                       | Tacs Games                  | Tacs Games                              | Rundenbasiertes Strategiespiel             | Nein   | 30. Nov. 2017                            |
| Active Neurons                                                      | Nikolai Usachev             | Sometimes You                           | Puzzle                                     | Nein   | 29. Apr. 2020                            |
| Active Soccer 2019                                                  | Gianluca Troiano            | Gianluca Troiano                        | Fußballsimulation                          | Nein   | 19. Apr. 2019                            |
| Actual Sunlight                                                     | WZOGI                       | WZOGI                                   | Adventure                                  | Nein   | 28. Jan. 2020                            |
| Adam’s Venture: Origins                                             | Vertigo Games               | Soedesco                                | Adventure                                  | Ja     | 29. Mai 2020                             |
| Adrenaline Rush: Miami Drive                                        | Baltoro Media Group         | Cool Small Games                        | Rennspiel                                  | Nein   | 12. Juli 2019                            |
| Adventure Pinball Bundle                                            | SuperPowerUpGames           | SuperPowerUpGames                       | Flipper                                    | Nein   | 17. Jan. 2020                            |
| Adventure Time: Piraten der Enchiridion                             | Climax Studios              | Outright Games                          | Adventure                                  | Ja     | 20. Juli 2018                            |
| Adventures of Bertram Fiddle Episode 2: A Bleaker Predicklement     | Rumpus Animation            | Chorus Worldwide Games                  | Adventure, Puzzle                          | Nein   | 22. Nov. 2018                            |
| Aegis Defenders                                                     | Guts Department             | Humble Bundle                           | Tower Defense, Jump ’n’ Run                | Nein   | 8. Feb. 2018                             |
| AER: Memories of Old                                                | Forgotten Key               | Daedalic Entertainment                  | Adventure                                  | Nein   | 28. Aug. 2019                            |
| AeternoBlade                                                        | Corecell Technology         | Corecell Technology                     | Action-Adventure, Jump ’n’ Run             | Nein   | 1. Feb. 2018                             |
| AeternoBlade 2                                                      | Corecell Technology         | Corecell Technology                     | Action-Adventure, Jump ’n’ Run             | Nein   | 11. Okt. 2019                            |
| AFL Evolution 2                                                     | Wicked Witch Software       | Tru Blu Games                           | Australian Football                        | Nein   | 16. April 2020                           |
| Afterparty                                                          | Night School Studio         | Night School Studio                     | Adventure                                  | Nein   | 6. März 2020                             |
| Agartha-S                                                           | mebius                      | mebius                                  | Adventure                                  | Nein   | 31. Jan. 2019                            |
| Agatha Christie - Hercule Poirot: The First Cases                   | Blazing Griffin             | Microids                                | Adventure, Puzzle                          | Ja     | 28. Sep. 2021                            |
| Agatha Christie - Hercule Poirot: The London Cases                  | Blazing Griffin             | Microids                                | Adventure, Puzzle                          | Ja     | 29. Aug. 2023                            |
| Agatha Christie - Mord im Orient-Express                            | Microids Studio Lyon        | Microids                                | Adventure, Puzzle                          | Ja     | 19. Okt. 2023                            |
| Agatha Christie - The ABC Murders                                   | Artefacts Studio            | Microids                                | Adventure                                  | Ja     | 6. Okt. 2020                             |
| Agatha Knife                                                        | Mango Protocol              | Mango Protocol                          | Adventure                                  | Nein   | 26. Apr. 2018                            |
| Agent A: Rätsel in Verkleidung                                      | Yak & Co                    | Yak & Co                                | Adventure                                  | Nein   | 29. Aug. 2019                            |
| Ages of Mages: The Last Keeper                                      | YFC games                   | YFC games                               | Beat ’em up                                | Nein   | 30. Mai 2019                             |
| Aggelos                                                             | Storybird Games             | PQube                                   | Adventure, Rollenspiel                     | Nein   | 25. Apr. 2019                            |
| Agony                                                               | Madmind Studio              | Forever Entertainment                   | Survival Horror                            | Nein   | 31. Okt. 2019                            |
| AI: The Sominum Files                                               | Spike Chunsoft              | Spike Chunsoft                          | Adventure                                  | Ja     | 20. Okt. 2019                            |
| Ailment                                                             | Ivan Panasenko              | Ultimate Games                          | Action                                     | Nein   | 28. Mai 2020                             |
| Air Conflicts: Pacific Carriers                                     | Games Farm                  | KalypsoMediaGroup                       | Flugsimulation                             | Nein   | 22. März 2019                            |
| Air Conflicts: Secret Wars                                          | Games Farm                  | KalypsoMediaGroup                       | Flugsimulation                             | Nein   | 22. März 2019                            |
| Air Hockey                                                          | Sabec                       | Sabec                                   | Partyspiel                                 | Nein   | 28. Feb. 2018                            |
| Air Mail                                                            | N-Fusion Interactive        | N-Fusion Interactive                    | Flugsimulation                             | Nein   | 26. Juni 2018                            |
| Airfield Mania                                                      | Sprakelsoft                 | Sprakelsoft                             | Puzzle                                     | Nein   | 27. März 2019                            |
| Airheart – Tales of broken Wings                                    | Blindflug Studios           | Blindflug Studios                       | Shoot ’em up                               | Nein   | 31. Jan. 2019                            |
| Akane                                                               | Ludic Studios               | QubicGames                              | Action                                     | Nein   | 17. Mai 2019                             |
| Akash: Path of the Five                                             | Truant Pixel                | Truant Pixel                            | Adventure                                  | Nein   | 26. Sep. 2019                            |
| Akihabara Crash! 123 Stage + 1                                      | Dorasu                      | Dorasu                                  | Action, Puzzle                             | Nein   | 24. Jan. 2019                            |
| Akihabara: Feel the Rhythm Remixed                                  | JMJ Interactive             | JMJ Interactive                         | Rhythmusspiel, Puzzle                      | Nein   | 29. Nov. 2018                            |
| Akuarium                                                            | SC Fan Studio               | SC Fan Studio                           | Adventure                                  | Nein   | 27. Feb. 2020                            |
| Akuto: Showdown                                                     | Hut 90                      | QubicGames                              | Fighting                                   | Nein   | 26. Dez. 2019                            |
| Alchemic Dungeons DX                                                | Q-Cumber Factory            | Flyhigh Works                           | Rollenspiel                                | Nein   | 14. Feb. 2019                            |
| Alchemic Jousts                                                     | Lunatic Pixels              | Lunatic Pixels                          | Strategie, Puzzle                          | Nein   | 12. Juni 2018                            |
| Alchemist’s Castle                                                  | Kodobur Yazılım             | Kodobur Yazılım                         | Jump ’n’ Run, Puzzle                       | Nein   | 13. Okt. 2019                            |
| Alder’s Blood                                                       | Shockwork Games             | No Gravity Games                        | Strategie-Rollenspiel                      | Nein   | 13. März 2020                            |
| Aldred Knight                                                       | QUByte Game Studio          | QUByte Game Studio                      | Adventure, Jump ’n’ Run                    | Nein   | 8. Okt. 2019                             |
| Alfred Hitchcock – Vertigo                                          | Péndulo Studios             | Microids                                | Adventure, Puzzle                          | Ja     | 27. Sep. 2022                            |
| Alien Cruise                                                        | Cotton Game                 | Orenda                                  | Adventure, Shoot ’em up                    | Nein   | 14. März 2019                            |
| Alien Escape                                                        | Korion Interactive          | Korion Interactive                      | Adventure, Jump ’n’ Run                    | Nein   | 12. Juli 2019                            |
| Alien: Isolation                                                    | Creative Assembly           | Sega                                    | Action-Adventure, Survival Horror          | Nein   | 5. Dez. 2019                             |
| All-Star Fruit Racing                                               | 3DClouds                    | PQube                                   | Rennspiel                                  | Nein   | 13. Juli 2018                            |
| Almightree: The Last Dreamer                                        | West Coast                  | West Coast                              | Jump ’n’ Run                               | Nein   | 13. Dez. 2018                            |
| Alteric                                                             | Goonswarm                   | Sometimes You                           | Jump ’n’ Run                               | Nein   | 30. März 2018                            |
| Alternate Jake Hunter: Daedalus The Awakening of Golden Jazz        | Neilo                       | Arc System Works                        | Adventure                                  | Nein   | 23. Mai 2019                             |
| Alvastia Chronicles                                                 | Exe-Create                  | Kemco                                   | Adventure, Rollenspiel                     | Nein   | 14. Feb. 2019                            |
| Alwa’s Awakening                                                    | Elden Pixels                | Elden Pixels                            | Adventure, Jump ’n’ Run                    | Nein   | 27. Sep. 2018                            |
| Ambition of the Slimes                                              | Altairworks                 | Flyhigh Works                           | Rundenbasiertes Strategiespiel Rollenspiel | Nein   | 18. Jan. 2018                            |
| Amazing Brick Breaker                                               | CFK                         | CFK                                     | Puzzzle                                    | Nein   | 28. Nov. 2019                            |
| American Fugitive                                                   | Fallen Tree Games           | Curve Digital                           | Action                                     | Nein   | 23. Mai 2019                             |
| Amoeba Battle – Microscopic RTS Action                              | Grab Games                  | Grab Games                              | Action Strategie-Rollenspiel               | Nein   | 4. März 2020                             |
| Among the Sleep – Enhanced Edition                                  | Krillbite                   | Soedesco                                | Adventure Puzzle                           | Ja     | 28. Mai 2019                             |
| Anarcute                                                            | Anarteam                    | Plug In Digital                         | Strategie                                  | Nein   | 30. Mai 2019                             |
| Ancestors Legacy                                                    | Destructive Creations       | Destructive Creations                   | Strategie                                  | Nein   | 11. Juni 2020                            |
| Ancient Rush 2                                                      | Heideland GameWorks         | Heideland GameWorks                     | Adventure                                  | Nein   | 18. Jan. 2019                            |
| Angels of Death                                                     | Playism                     | Playism                                 | Adventure                                  | Nein   | 27. Juni 2018                            |
| Angry Bunnies: Colossal Carrot Crusade                              | Cypronia                    | Cypronia                                | Puzzle                                     | Nein   | 17. Sep. 2019                            |
| Anima: Gates of Memories – Arcane Edition                           | Anima Project               | BadLand Games                           | Action-Rollenspiel                         | Ja     | 29. Juni 2018 Retail: 2. November 2018   |
| Anima: Gates of Memories – The Nameless Chronicles                  | Anima Project               | BLG-Publishing                          | Action-Rollenspiel                         | Ja     | 29. Juni 2018 Retail: 2018               |
| Animal Crossing: New Horizons                                       | Nintendo EPD                | Nintendo                                | Lebenssimulation                           | Ja     | 20. März 2020                            |
| Animal Fight Club                                                   | Corvostudio di Amadei Marco | Corvostudio di Amadei Marco             | Action Simulation                          | Nein   | 25. Juli 2019                            |
| Animal Fun for Toddlers and Kids                                    | winterworks                 | winterworks                             | Lernspiel                                  | Nein   | 23. April 2020                           |
| Animal Hunter Z                                                     | Sims                        | Starsign                                | Shoot 'em Up                               | Nein   | 29. Nov. 2018                            |
| Animal Rivals: Nintendo Switch Edition                              | Blue Sunset Games           | Blue Sunset Games                       | Action Platformer                          | Nein   | 18. Juli 2018                            |
| Animal Super Squad                                                  | DoubleMoose                 | DoubleMoose                             | Adventure                                  | Nein   | 1. März 2018                             |
| Animated Jigsaws: Beautiful Japanese Scenery                        | DICO                        | Rainy Frog                              | Puzzle                                     | Nein   | 5. Apr. 2018                             |
| Animated Jigsaws: Japanese Woman                                    | DICO                        | Rainy Frog                              | Puzzle                                     | Nein   | 4. Okt. 2018                             |
| Animated Jigsaws: Wild Animals                                      | DICO                        | Rainy Frog                              | Puzzle                                     | Nein   | 24. Dez. 2018                            |
| Animated Jigsaws Collection                                         | DICO                        | Rainy Frog                              | Puzzle                                     | Nein   | 30. Mai 2019                             |
| Anime Studio Story                                                  | Kairosoft                   | Kairosoft                               | Simulation                                 | Nein   | 16. Jan. 2020                            |
| Animus                                                              | TROOOZE                     | TROOOZE                                 | Rollenspiel                                | Nein   | 24. Dez. 2018                            |
| Animus: Harbiger                                                    | TROOOZE                     | TROOOZE                                 | Rollenspiel                                | Nein   | 7. Nov. 2019                             |
| Ankh Guardian – Treasure of the Demon’s Temple                      | Tom Create                  | Tom Create                              | Adventure                                  | Nein   | 4. Juli 2019                             |
| Anode                                                               | Kittehface Software         | J&S Initiatives                         | Puzzle                                     | Nein   | 17. Aug. 2019                            |
| Anodyne                                                             | Nnooo                       | Nnooo                                   | Adventure                                  | Nein   | 28. Feb. 2019                            |
| Another Lost Phone: Laura’s Story                                   | Seaven Studio               | Plug In Digital                         | Puzzle                                     | Nein   | 26. Apr. 2018                            |
| Another Sight                                                       | Lunar Great Wall Studios    | Toplitz Productions                     | Adventure Platformer Puzzle                | Ja     | 18. Juni 2019 Retail: 23. Juli 2019      |
| Another World                                                       | DotEmu                      | DotEmu                                  | Platformer                                 | Nein   | 9. Juli 2018                             |
| Antiquia Lost                                                       | EXE-CREATE                  | Kemco                                   | Rollenspiel                                | Nein   | 16. Nov. 2017                            |
| AO Tennis 2                                                         | Big Ant Studios             | Bigben Interactive                      | Tennis                                     | Nein   | 9. Jan. 2020                             |
| Ape Out                                                             | Devolver Digital            | Devolver Digital                        | Action                                     | Nein   | 28. Feb. 2019                            |
| Aperion Cyberstorm                                                  | aPriori Digital             | aPriori Digital                         | Twin-stick shooter                         | Nein   | 8. Feb. 2018                             |
| Apocryph: an old-school shooter                                     | Bigzur Games                | Bigzur Games                            | Ego-Shooter                                | Nein   | 14. März 2019                            |
| Apollo Justice: Ace Attorney Trilogy                                | Capcom                      | Capcom                                  | Adventure Visual Novel                     | Nein   | 25. Jan. 2024                            |
| Aqua Kitty UDX                                                      | Tikipod                     | Tikipod                                 | Shoot ’em up                               | Nein   | 15. Feb. 2018                            |
| Aqua Lungers                                                        | WarpedCore Studio           | WarpedCore Studio                       | Rennspiel                                  | Nein   | 4. Juni 2020                             |
| Aqua Moto Racing Utopia                                             | Zordix                      | BigBen Interactive                      | Rennspiel                                  | Ja     | 24. Nov. 2017                            |
| Aqua TV                                                             | Extra Mile Studios          | Extra Mile Studios                      | Aquarium                                   | Nein   | 25. Okt. 2018                            |
| Ara Fell Enhanced Edition                                           | Stegosoft Games             | DANGEN Entertainment                    | Adventure                                  | Nein   | 26. März 2020                            |
| Aragami: Shadow Edition                                             | Merge Games                 | Merge Games                             | Stealth Shooter                            | Ja     | 21. Feb. 2019 Retail: 22. Februar 2018   |
| Arena of Valor                                                      | Tencent                     | Tencent                                 | MOBA                                       | Nein   | 25. Sep. 2018                            |
| Anthill                                                             | Image & Form                | Thunderful                              | Strategie                                  | Nein   | 24. Okt. 2019                            |
| ARCADE FUZZ                                                         | QUByte Interactive          | QUByte Interactive                      | Action                                     | Nein   | 18. Juli 2019                            |
| Arcade Spirits                                                      | Pqube                       | Pqube                                   | Adventure                                  | Nein   | 1. Mai 2020                              |
| Archaica: The Path Of Light                                         | DTwo Mammoths               | Drageus Games                           | Puzzle                                     | Nein   | 24. Apr. 2020                            |
| Archlion Saga                                                       | Kemco                       | Kabushiki Kaisha Kotobuki Solution      | Rollenspiel Adventure                      | Nein   | 18. Juli 2019                            |
| Ark: Survival Evolved                                               | Studio Wildcard             | Abstraction Games                       | Survival                                   | Ja     | 30. Nov. 2018                            |
| Armed 7 DX                                                          | Storybird                   | Storybird                               | Shoot ’em up                               | Nein   | 14. Mai 2020                             |
| Armello                                                             | League of Geeks             | League of Geeks                         | Brettspiel Rollenspiel                     | Nein   | 27. Sep. 2018                            |
| ARMS                                                                | Nintendo EPD                | Nintendo                                | Fighting                                   | Ja     | 16. Juni 2017                            |
| Arrest of a stone Buddha                                            | yeo                         | Circle Entertainment                    | Action                                     | Nein   | 21. Mai 2020                             |
| Art of Balance                                                      | Shin’en Multimedia          | Shin’en Multimedia                      | Puzzle                                     | Nein   | 4. Okt. 2018                             |
| Art of Rally                                                        | Funselektor Labs            | Funselektor Labs                        | Rennspiel                                  | Nein   | 7. Okt. 2021                             |
| Artifact Adventure Gaiden DX                                        | Bluffman Games              | room6                                   | Rollenspiel                                | Nein   | 6. Juni 2019                             |
| Ascendance                                                          | Onevision Games             | Onevision Games                         | Adventure                                  | Nein   | 9. Mai 2019                              |
| Aschenputtel – Ein interaktives Märchen                             | Golden Orb                  | Golden Orb                              | Adventure                                  | Nein   | 18. Jan. 2019                            |
| Ascendant Hearts                                                    | Visualnoveler               | Visualnoveler                           | Adventure                                  | Nein   | 30. Jan. 2020                            |
| Asdivine Dios                                                       | Exe-Create                  | Kemco                                   | Rollenspiel                                | Nein   | 4. Juni 2019                             |
| Asdivine Hearts                                                     | Exe Create                  | Kemco                                   | Rollenspiel                                | Nein   | 12. Apr. 2018                            |
| Asdivine Hearts II                                                  | Exe Create                  | Kemco                                   | Rollenspiel                                | Nein   | 24. Jan. 2019                            |
| Asdivine Kamura                                                     | Exe-Create                  | Kemco                                   | Rollenspiel                                | Nein   | 7. Okt. 2019                             |
| Asdivine Menace                                                     | Exe Create                  | Kemco                                   | Rollenspiel                                | Nein   | 5. Okt. 2019                             |
| Ash of Gods: Redemption                                             | AurumDust                   | Koch Media                              | Rollenspiel                                | Ja     | 31. Jan. 2020                            |
| Ashen                                                               | A44                         | Annapurna Interactive                   | Adventure Rollenspiel                      | Nein   | 19. Dez. 2019                            |
| Asphalt 9: Legends                                                  | Gameloft                    | Gameloft                                | Rennspiel                                  | Nein   | 8. Okt. 2019                             |
| Assassin’s Creed III Remastered                                     | Ubisoft                     | Ubisoft                                 | Action-Adventure                           | Ja     | 21. Mai 2019                             |
| Assassin’s Creed: The Rebel Collection                              | Ubisoft                     | Ubisoft                                 | Adventure Puzzle                           | Ja     | 6. Dez. 2019                             |
| Assault Android Cactus+                                             | Witch Beam                  | Witch Beam Retail: Super Rare Games     | Shoot ’em up                               | Ja     | 7. März 2019 Retail: 12. März 2020       |
| Assault On Metaltron                                                | Blue Sunset Games           | Blue Sunset Games                       | Action                                     | Nein   | 19. März 2019                            |
| Asterbreed                                                          | Active Gaming Media         | Active Gaming Media                     | Shoot ’em up                               | Nein   | 8. November 2018                         |
| Astral Chain                                                        | Platinum Games              | Nintendo                                | Action                                     | Ja     | 30. August 2019                          |
| Asterix & Obelix XXL 2                                              | Microids                    | Microids                                | Platformer                                 | Ja     | 29. November 2018                        |
| Asterix & Obelix XXL 3: Der Kristall-Hinkelstein                    | Microids                    | Microids                                | Platformer                                 | Ja     | 21. November 2019                        |
| Astro Bears                                                         | QubicGames                  | QubicGames                              | Party                                      | Nein   | 18. Juli 2019                            |
| Astro Bears Party                                                   | QubicGames                  | QubicGames                              | Party                                      | Nein   | 28. September 2017                       |
| Astro Duel Deluxe                                                   | Panic Button                | Panic Button                            | Shoot ’em up                               | Nein   | 30. Mai 2017                             |
| Astrology and Horoscopes Premium                                    | Crazysoft                   | Crazysoft                               | Lifestyle                                  | Nein   | 14. Februar 2019                         |
| At Sundown: Shots In The Dark                                       | Mild Beast Games            | Versus Evil                             | Shoot ’em up                               | Nein   | 21. Januar 2019                          |
| Atari 50: The Anniversary Celebration                               | Digital Eclipse             | Atari                                   | Spielesammlung                             | Ja     | 11. November 2022                        |
| Atari Flashback Classics                                            | Atari                       | Atari                                   | Spielesammlung                             | Ja     | 24. Januar 2019                          |
| Atari Mania                                                         | Studios iLLOGIKA            | Atari                                   | Adventure                                  | Nein   | 13. Oktober 2022                         |
| Atelier Ayesha: The Alchemist of Dusk DX                            | Gust                        | Koei Tecmo Games                        | Rollenspiel                                | Nein   | 14. Januar 2020                          |
| Atelier Escha & Logy: Alchemists of the Dusk Sky DX                 | Gust                        | Koei Tecmo Games                        | Rollenspiel                                | Nein   | 14. Januar 2020                          |
| Atelier Lulua: The Scion of Arland                                  | Gust                        | Koei Tecmo Games                        | Rollenspiel                                | Ja     | 25. Mai 2019                             |
| Atelier Lydie & Suelle: The Alchemists and the Mysterious Paintings | Gust                        | Koei Tecmo                              | Rollenspiel                                | Ja     | 30. März 2018                            |
| Atelier Meruru: The Apprentice of Arland DX                         | Gust                        | Koei Tecmo                              | Rollenspiel                                | Nein   | 4. Dezember 2018                         |
| Atelier Shallie: Alchemists of the Dusk Sea DX                      | Gust                        | Koei Tecmo Games                        | Rollenspiel                                | Nein   | 14. Januar 2020                          |
| Atelier Totori: The Adventurer of Arland DX                         | Gust                        | Koei Tecmo                              | Rollenspiel                                | Nein   | 4. Dezember 2018                         |
| Atelier Rorona: The Alchemist of Arland DX                          | Gust                        | Koei Tecmo                              | Rollenspiel                                | Nein   | 4. Dezember 2018                         |
| Atelier Ryza: Ever Darkness & The Secret Hideout                    | Gust                        | Koei Tecmo Games                        | Rollenspiel                                | Ja     | 1. November 2019                         |
| Atomicrops                                                          | Bird Bath Games             | Raw Fury                                | Adventure                                  | Nein   | 28. Mai 2020                             |
| ATOMIK: RunGunJumpGun                                               | Gambitious                  | Gambitious                              | Platformer                                 | Nein   | 8. Februar 2018                          |
| Atomine                                                             | Broken Arms Games           | MixedBag                                | Rollenspiel                                | Nein   | 25. Mai 2018                             |
| Attack of the Toy Tanks                                             | Petite Games                | Ratalaika Games                         | Action                                     | Nein   | 28. Juni 2019                            |
| Attack on Titan 2                                                   | Omega Force                 | Koei Tecmo                              | Hack & Slay                                | Ja     | 20. März 2018                            |
| ATV Drift und Tricks                                                | Microids                    | Microids                                | Rennspiel                                  | Ja     | 22. November 2018                        |
| Automachef                                                          | Team17                      | Team17                                  | Simulation Puzzle                          | Nein   | 23. Juli 2019                            |
| Avenger Bird                                                        | Ultimate Games              | Ultimate Games                          | Adventure                                  | Nein   | 5. Februar 2019                          |
| Aviary Attorney: Definitive Edition                                 | Vertical Reach              | Vertical Reach                          | Adventure Puzzle                           | Nein   | 30. Januar 2020                          |
| AvoCuddle                                                           | Ramez Al Tabbaa             | Ultimate Games                          | Adventure                                  | Nein   | 2. März 2020                             |
| Away: Journey to the Unexpected                                     | Plug In Digital             | Plug In Digital                         | Adventure                                  | Nein   | 7. Februar 2019                          |
| Awe                                                                 | Badland Games               | Badland Games                           | Puzzle                                     | Nein   | 20. Dezember 2018                        |
| Awesome Pea                                                         | PigeonDev                   | Sometimes You                           | Platformer                                 | Nein   | 1. März 2019                             |
| Awesome Pea 2                                                       | PigeonDev                   | Sometimes You                           | Platformer                                 | Nein   | 3. Juni 2020                             |
| Awkward                                                             | Snap Finger Click           | Snap Finger Click                       | Party                                      | Nein   | 5. Juli 2018                             |
| Axiom Verge                                                         | Thomas Happ Games           | Thomas Happ Games Retail: BadLand Games | Metroidvania                               | Ja     | 5. Oktober 2017 Retail: 31. Januar 2018  |
| Ayakashi Koi Gikyoku -Forbidden Romance with Mysterious Spirit-     | Digimerce                   | Digimerce                               | Visual Novel                               | Nein   | 2. August 2018                           |
| Azkend 2: The World Beneath                                         | 10tons                      | 10tons                                  | Puzzle                                     | Nein   | 12. Januar 2018                          |
| Azuran Tales: TRIALS                                                | Tiny Trinket Games          | Tiny Trinket Games                      | Rollenspiel                                | Nein   | 24. Juni 2019                            |
| Azure Saga: Pathfinder DELUXE Edition                               | Toge Productions            | Toge Productions                        | Adventure                                  | Nein   | 21. März 2019                            |
| Azure Striker Gunvolt: Striker Pack                                 | Inti Creates                | Nighthawk Interactive                   | Action                                     | Ja     | 31. August 2017 Retail: 1. Dezember 2017 |